# Газове (платформа)
Га́зове — пасажирський зупинний пункт Сумського напрямку. Розташований між станцією Мерчик та платформою Буклевське. Пункт розташований поблизу села Газове Валківського району. На пункті зупиняються лише приміські потяги. Пункт відноситься до Сумської дирекції Південної залізниці.
Відстань до станції Харків-Пасажирський — 39 км .